# Anchor Point (Alaska)
Pour les articles homonymes, voir Anchor Point.
Anchor Point est une census-designated place en Alaska aux États-Unis, appartenant au borough de la péninsule de Kenai. Sa population était de 1 930 habitants en 2010.
Les températures moyennes vont de −16 °C à −6 °C en janvier et de 8 °C à 18 °C en juillet.
Son nom relève de la légende qui raconte que quand James Cook découvrit cet endroit, il perdit l'ancre de son navire. L'endroit commença à se peupler dès le début du XXe siècle.
La vie économique d'Anchor Point est essentiellement tournée vers le tourisme relié à la rivière Anchor, où se pratique la pêche au saumon. La ville est située au point le plus à l'ouest du système routier américain.

## Démographie
| 1880 | 1940 | 1950 | 1960 | 1970 | 1980 |
| ---- | ---- | ---- | ---- | ---- | ---- |
| 29   | 20   | 65   | 171  | 102  | 226  |

| 1990 | 2000  | 2010  | - | - | - |
| ---- | ----- | ----- | - | - | - |
| 866  | 1 845 | 1 930 | - | - | - |